# 杂色牙螺
杂色牙螺（学名：Columbella versicolor），又名花麦螺（學名：Euplica scripta），是新腹足目麦螺科的一個海螺物种。

## 型態描述
殼小，殼長介乎9毫米到22毫米。
肩部明顯擴張，部分標本上方有瘤突。殼口白色，狹窄，外唇厚，外唇內壁和軸唇有齒狀刻紋，內唇具紫色斑。殼口小，角質。
呈长圆形的螺殼近紡錘形。塔尖呈塔楼状、圆锥形、尖形。它由七八个折叠了的梯狀體層组成，通常呈瘤状，質厚。每个螺纹的上边缘都被轻微压缩，这使得缝合线不太明显。殼表光滑，体螺既没有褶皱，也没有结节，与其他体螺一样大，基部有条纹。色澤多變，壳底色发白，有多少条褐色的波状或锯齿状纹路，从螺层的顶部一直延伸到底部。有时，上轮上的其他带形成精致的菱形。孔相当窄，在其下端逐渐变细，并且与其他螺纹结合在一起。小柱光滑、笔直，与孔内部的其他部分一样全白色。外唇呈不明显的圆齿状。

## 分佈
本物種分佈於整个印度洋-太平洋海域：北起日本房總半島以南開始的太平洋海域，南至斯里蘭卡、越南和澳大利亚對出海岸。本物種見於中国大陆、台灣及韓國，以及整個印度洋海域。常栖息在潮间带到潮下带岩礁区的海藻上。

## 外部連結
- Hardy, Eddie. . Hardy's Internet Guide to Marine Gastropods.   [2010-11-06]. （原始内容存档于2020-06-28） （英语）.

- Hervier, J. . Journal de Conchyliologie. 1899, 46: 305–391  [2024-03-28]. （原始内容存档于2024-03-28） （法语）.